# 박명수
박명수(1970년 9월 27일(음력 8월 27일) ~ )는 1993년 MBC에 출연하며 데뷔한 대한민국의 코미디언, MC, 가수, 작곡가이다. 높은 시청률을 기록한 코미디 버라이어티 프로그램 무한도전을 공동 진행했으며, 2시의 데이트 라디오 쇼도 진행했다. 2007년 LPG가 리메이크한 "바다의 왕자"를 포함하여 여러 음악 싱글을 발표했다.

## 별명
- 박거성
- 얼굴로 웃기는 사람
- 딱따구리
- 명수야
- 거성
- 무한도전 1인자
- 락명수
- 봑명수
- 수명박
- 소년 명수
- 하찮은
- 벼멸구
- 그레이트박
- 명수 세끼
- 미친 광대
- 바다의 왕자
- 할명수
- 개그천재
- 한머리 두냄새
- 까스박명수
- 활명수
- 쩜오
- 박스타

## 생애

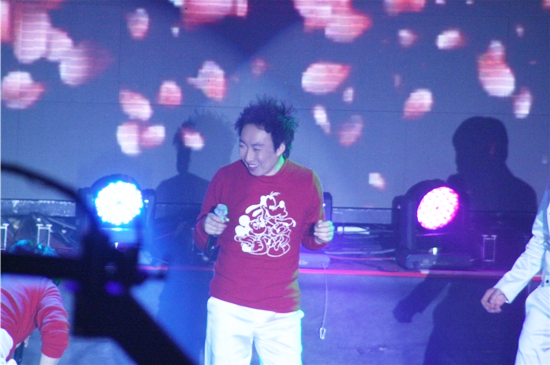
무한도전 감사합니다 콘서트에서의 박명수

- 박명수는 1970년 양력 9월 27일에 전라북도 옥구군 미면 신풍리(현 전북특별자치도 군산시 월명동)에서 태어나 초등학교 4학년 때 서울특별시 강서구로 이사 와서 방화동에서 성장했다. 무명 시절에는 가난한 시절을 보냈다.

- KBS에서 FD로 잠시 일하다가 1993년에 참가한 MBC 개그 콘테스트에서 김학도와 함께 장려상을 받으면서 데뷔했다.

- 개그맨 공채 동기는 표영호, 홍기훈, 김학도, 서경석, 이윤석이다.

- 1999년 가수 데뷔에 이어 2005년 독도 사랑을 담은 싱글 〈We love 독도〉를 발표하고, 2006년부터 2018년까지 MBC 《무한도전》에서 호통개그, 비판개그, 자칭 '제8의 전성기' 설정으로 국민들에게 많은 사랑을 받았다.

- 무한도전에서는 주로 ’박거성’(巨星), ’소년명수’, ’하찮은’, ’찮은이형’, 쭈구리 등의 별명으로 불렸다.[2]

- 특히 박명수는 《박명수가 만난 CEO》의 방송을 위해 2008년 2월 20일 황해북도 개성군 개성공단을 방문한 바 있다.[3]

- 한때 교촌치킨 여의도점을 운영했고 현재는 그만뒀으며, 왕관표 임실치즈피자 서울지사장을 맡고 있다. 탈모 사업에도 뛰어들어 동생 박형수와 함께 거성닷컴을 운영 중이다.[4]

- 2008년 4월 6일 서울특별시 중구 소공동 롯데호텔 크리스털 볼룸에서 8살 연하의 의사 한수민 씨와 결혼했으며, 2008년 8월 10일 딸 박민서 양을 얻었다.

- 딸인 박민서 양의 경우 현재 한국무용으로 예원학교에 합격했다고 한다.

- 2008년 10월 13일 전라남도 영광에서 열린 제89회 전국체전 에어로빅 단체전 동호인 부분에서 무한도전 멤버들과 함께 은메달을 딴 바가 있다.

- 그리고 2009년 무한도전에서 했던 봅슬레이를 계기로 대한체육회 봅슬레이 선수로 등록되기도 했다.

## 학력
- 군산남국민학교 전학
- 서울개화국민학교 졸업
- 공항중학교 졸업
- 공항고등학교 졸업
- 명지대학교 사회교육원 연극영화학 학사

## 수상 경력
| 연도   | 수상 내역 |
| ------ | --- |
| 1993년 | - MBC 개그콘테스트 장려상(with 김학도) |
| 1995년 | - MBC 코미디대상 남자 신인상 |
| 1997년 | - MBC 연기대상 라디오부문 우수상 |
| 2000년 | - MBC 코미디대상 인기상 |
| 2005년 | - MBC 방송연예대상 쇼·버라이어티부문 인기상 |
| 2006년 | - 제18회 한국 방송프로듀서상 코미디언상 - MBC 방송연예대상 쇼·버라이어티부문 남자 최우수상 |
| 2007년 | - MBC 방송연예대상 대상(with 무한도전팀) - MBC 방송연예대상 특별부문 우정상 - MBC 방송연예대상 특별부문 엽기상, 몸개그상 |
| 2008년 | - 제44회 백상예술대상 TV부문 남자 예능상(해피투게더 시즌3) - 제89회 전국체육대회 에어로빅 일반부 동호인 6인조 2위(무한도전 멤버들과 공동수상) - MBC 방송연예대상 시청자들이 뽑은 베스트프로그램상                                  |
| 2009년 | - 멜론 뮤직 어워드 스폐셜앨범상 (명카드라이브-냉면) - MBC 방송연예대상 PD상(무한도전 멤버들과 공동수상) - MBC 연기대상 라디오부문 우수상                                                                                           |
| 2010년 | - 제4회 M.net 20's Choice 가장 영향력 있는 스타 20인 - 제5회 에이어워즈 최고의 블랙칼라 워커 - KBS 연예대상 최고 엔터테이너상, 베스트 팀워크상 - MBC 방송연예대상 베스트 굴욕상 - MBC 방송연예대상 쇼·버라이어티부문 남자 최우수상 |
| 2011년 | - MBC 방송연예대상 베스트 커플상(with 정준하) - 제53회 전국조정선수권대회 노비스 에이트 2000m부문 특별상(무한도전 멤버들과 공동수상) - 멜론 뮤직 어워드 핫트렌드상                                                                 |
| 2012년 | - MBC 방송연예대상 대상 |
| 2013년 | - MBC 방송연예대상 올해의 프로그램상(무한도전 멤버들과 공동수상) |
| 2014년 | - MBC 방송연예대상 시청자들이 뽑은 올해의 예능 프로그램상(무한도전 멤버들과 공동수상) |
| 2015년 | - KBS 연예대상 쇼·오락부문 남자 최우수상(해피투게더 시즌3, 나를 돌아봐) - MBC 방송연예대상 공로상(무한도전 멤버들과 공동수상) |
| 2016년 | - 제3회 코미디 핫 페스티벌 한류코미디어워즈 개인 부문 - KBS 연예대상 라디오DJ상 수상(KBS Cool FM 박명수의 라디오쇼), 베스트팀웍상(해피투게더 시즌3)                                                                                |
| 2017년 | - MBC 방송연예대상 버라이어티부문 남자 최우수상 (무한도전) - SBS 연예대상 씬스틸러상 (싱글와이프) |
| 2021년 | - KBS 연예대상 라디오부문 올해의 DJ상 (라디오 쇼) |
| 2022년 | - 브랜드 고객충성도 대상 남자 연예인 유튜버 부문 - 제13회 대한민국 대중문화예술상 국무총리 표창 |
| 2023년 | - KBS를 빛낸 50인 - 브랜드 고객충성도 대상 남자 연예인 유튜버 부문 |
| 2024년 | - 브랜드 고객충성도 대상 남자 연예인 유튜버 부문 - 올해의 브랜드 대상 라디오DJ 남자 부문 |
| 2025년 | - KBS 라디오 골든페이스상 |

## 특이 사항
- SM 엔터테인먼트 1호 개그맨이다.

- 못생긴 외모와 유쾌한 성격으로 인기를 끌고 있다.

- 별명이 국내에서 가장 많다.

## 출연 작품/진행작

### 현재 방송 중/출연 예정인 예능 작품
- MBC every1 《대한외국인》
- E채널 《토요일은 밥이 좋아》
- KBS2 《사장님 귀는 당나귀 귀》
- JTBC 《할명수》
- JTBC 《My name is 가브리엘》
- MBC 《심장을 울려라 강연자들》

### 종영된 예능 작품
| 년도      | 방송사           | 프로그램명                             | 코너명                                | 형태 |
| --------- | ---------------- | -------------------------------------- | ------------------------------------- | --- |
| 1993      | MBC              | 일요일 일요일 밤에                     | 제목 미상                             | 게스트                                                                                                  |
| 1993      | MBC              | 이경규의 코미디 동서남북               | -                                     | 출연 |
| 1993      | MBC              | 웃으면 복이와요                        | 〈신인류시대〉                        | 출연 |
| 1993      | MBC              | 웃으면 복이와요                        | 〈상황속으로〉                        | 출연 |
| 1993~1999 | MBC              | 오늘은 좋은날                          | 〈소녀의 기도〉                       | 출연 |
| 1993~1999 | MBC              | 오늘은 좋은날                          | 〈문간방 아이들〉                     | 출연 |
| 1993~1999 | MBC              | 오늘은 좋은날                          | 〈공부합시다〉                        | 출연 |
| 1993~1999 | MBC              | 오늘은 좋은날                          | 〈강박관념〉                          | 출연 |
| 1993~1999 | MBC              | 오늘은 좋은날                          | 〈여자 여자〉                         | 출연 |
| 1993~1999 | MBC              | 오늘은 좋은날                          | 〈지선상의 아리랑〉                   | 출연 |
| 1993~1999 | MBC              | 오늘은 좋은날                          | 〈장미빛 인생〉                       | 출연 |
| 1993~1999 | MBC              | 오늘은 좋은날                          | 〈헬프미 퇴마〉                       | 출연 |
| 1993~1999 | MBC              | 오늘은 좋은날                          | 〈월매전〉                            | 출연 |
| 1993~1999 | MBC              | 오늘은 좋은날                          | 〈MR.X〉                              | 출연 |
| 1993~1999 | MBC              | 오늘은 좋은날                          | 〈큰형님〉                            | 출연 |
| 1993~1999 | MBC              | 오늘은 좋은날                          | 〈풍운의 별〉                         | 악마 '프로메토 칸두라스 히드라 리바이탄 블리자드 자스카리투스 해저드 디아블로 래피쿠리우스 네메시스' 역 |
| 1993~1999 | MBC              | 오늘은 좋은날                          | 〈울엄마〉                            | 이웃집 '박씨' 역                                                                                        |
| 1993~1999 | MBC              | 오늘은 좋은날                          | 〈페어 플레이〉                       | 출연 |
| 1993~1999 | MBC              | 오늘은 좋은날                          | 〈눈높이 뉴스〉                       | 출연 |
| 1993~1999 | MBC              | 오늘은 좋은날                          | 〈세상에서 가장 슬픈 이야기〉         | 출연 |
| 1993~1999 | MBC              | 오늘은 좋은날                          | 〈하루에 관한 보고서: 20년만의 외출〉 | 출연 |
| 1993~1999 | MBC              | 오늘은 좋은날                          | 〈NG 중계석〉                         | 출연 |
| 1993~1999 | MBC              | 오늘은 좋은날                          | 〈날개〉                              | 출연 |
| 1993~1999 | MBC              | 오늘은 좋은날                          | 〈상록수〉                            | 출연 |
| 1994      | MBC              | 집중 퀴즈테크                          | -                                     | 출연 |
| 1994      | MBC              | 토요일 토요일은 즐거워                 | -                                     | 출연 |
| 1995      | MBC              | 95 개그맨가요제                        | -                                     | 출연 |
| 1995      | MBC              | 7대 빅 이벤트 쇼                       | -                                     | 출연 |
| 1995      | MBC              | 젊음의 다섯마당                        | -                                     | 출연 |
| 1995      | MBC              | 코미디채널 600                         | -                                     | 출연 |
| 1995      | MBC              | 코미디 대행진                          | -                                     | 출연 |
| 1995      | MBC              | TV 파크                                | -                                     | 공동 진행                                                                                               |
| 1996      | MBC              | 월드컵 퀴즈쇼                          | -                                     | 출연 |
| 1996      | MBC              | 코미디 세계사                          | -                                     | 출연 |
| 1996      | MBC              | 여성아카데미                           | -                                     | 공동 진행                                                                                               |
| 1996      | MBC              | 올 스타 폭소 가요제                    | -                                     | 출연 |
| 1997      | MBC              | 웃는 세상 좋은 세상                    | -                                     | 출연 |
| 1997      | MBC              | 신년특집 - 폭소 가요제                 | -                                     | 출연 |
| 1997      | MBC              | 10시! 임성훈입니다                     | -                                     | 출연 |
| 1997      | KBS2             | 서세원의 화요스페셜                    | -                                     | 한 회 게스트                                                                                            |
| 1998      | MBC              | 도전! 구두쇠왕                         | -                                     | 공동 진행                                                                                               |
| 1998      | MBC              | 테마기획 정보뱅크                      | 뜨는 부업을 찾아라                    | 공동 진행                                                                                               |
| 1998      | MBC              | 짭짤한 주부를 찾아라                   | 공동 진행                             | |
| 1998      | KBS2             | 체험 삶의 현장                         | 천일염전에서 소금 걷기 체험           | 한 회 게스트                                                                                            |
| 1998      | KBS2             | 가족오락관                             | -                                     | 한 회 게스트                                                                                            |
| 1999      | MBC              | 가상특종 IF                            | 출동! 포레스트 박                     | 공동 진행                                                                                               |
| 1999      | MBC              | 스타다큐                               | -                                     | 한 회 게스트                                                                                            |
| 1999      | MBC              | 틴틴! 내일을 잡아라                    | -                                     | 공동 진행                                                                                               |
| 1999      | MBC              | 행복충전 유쾌한 일요일                 | -                                     | 출연 |
| 1999      | KBS2             | 서세원쇼                               | 토크박스                              | 한 회 게스트                                                                                            |
| 1999      | MBC              | 21세기 위원회                          | -                                     | 출연 |
| 2000      | MBC              | 코미디 닷컴                            | -                                     | 출연 |
| 2000      | KBS2             | 감성채널 21                            | -                                     | 게스트                                                                                                  |
| 2000      | KBS2             | 가족오락관                             | -                                     | 한 회 게스트                                                                                            |
| 2000      | SBS              | 좋은 친구들                            | 클릭비&박명수의 습격사건              | 공동 MC                                                                                                 |
| 2001      | KBS2             | 비디오 챔피언                          | -                                     | 공동 MC                                                                                                 |
| 2001      | KBS1             | 가족오락관                             | -                                     | 한 회 게스트                                                                                            |
| 2002      | KBS1             | 가족오락관                             | -                                     | 한 회 게스트                                                                                            |
| 2003~2004 | MBC              | 코미디 하우스                          | 3자 토론                              | 박명수 후보(이회창 성대모사)                                                                            |
| 2004      | SBS              | 서바이벌 창과방패                      | -                                     | 게스트                                                                                                  |
| 2004~2007 | MBC              | 유재석 김원희의 놀러와                 | -                                     | 고정 패널                                                                                               |
| 2005      | MBC              | 행복주식회사                           | -                                     | 게스트                                                                                                  |
| 2005      | MBC              | 토요일                                 | 무(모)한 도전                         | 출연 |
| 2005~2006 | MBC              | 강력추천 토요일                        | 무(리)한 도전, 무한도전 - 퀴즈의 달인 | 공동 MC                                                                                                 |
| 2005~2006 | MBC              | 해피타임                               | -                                     | 공동 MC                                                                                                 |
| 2005~2007 | SBS              | 일요일이 좋다                          | X맨                                   | 고정 패널                                                                                               |
| 2006~2007 | tvN              | 박명수의 단순무식지멋대로 단무지       | -                                     | 단독 MC                                                                                                 |
| 2006~2008 | KBS2             | 경제 비타민                            | -                                     | 공동 MC                                                                                                 |
| 2006~2018 | MBC              | 무한도전                               | -                                     | 공동 MC                                                                                                 |
| 2007      | SBS              | 일요일이 좋다                          | 하자 GO                               | 공동 MC                                                                                                 |
| 2007      | MBC              | 제25회 MBC 창작동요제                  | -                                     | 공동 MC                                                                                                 |
| 2007~2008 | MBC              | 지피지기 시즌2                         | -                                     | 공동 MC                                                                                                 |
| 2007~2008 | MBC              | 일요일 일요일 밤에                     | 동안클럽                              | 공동 MC                                                                                                 |
| 2007~2008 | KBS2             | 두뇌왕 아인슈타인                      | -                                     | 공동 MC                                                                                                 |
| 2007~2008 | OBS              | 박명수가 만난 CEO                      | -                                     | 단독 MC                                                                                                 |
| 2008      | MBC              | 브레인 배틀                            | -                                     | 공동 MC                                                                                                 |
| 2009      | MBC every1       | 지금은 꽃미남 시대                     | -                                     | 공동 MC                                                                                                 |
| 2009      | MBC every1       | 스쿨 문자지존                          | -                                     | 공동 MC                                                                                                 |
| 2009      | MBC              | 일요일 일요일 밤에                     | 헌터스                                | 공동 MC                                                                                                 |
| 2009~2010 | MBC              | 하땅사                                 | -                                     | 공동 MC                                                                                                 |
| 2009~2010 | MBC              | 일요일 일요일 밤에                     | 생활버라이어티 몸.몸.몸               | 공동 MC                                                                                                 |
| 2010      | MBC              | 언더커버 보스 시즌 1                   | -                                     | 내레이션                                                                                                |
| 2010      | MBC              | 일요일 일요일 밤에                     | 《생태구조단 헌터스》- 에코하우스     | 공동 MC                                                                                                 |
| 2010      | SBS E!TV         | 거성쇼                                 | -                                     | 공동 MC                                                                                                 |
| 2010      | MBC every1       | 우아한 인생                            | -                                     | 공동 MC                                                                                                 |
| 2010~2011 | MBC              | 언더커버 보스 시즌 2                   | -                                     | 내레이션                                                                                                |
| 2010~2011 | MBC              | 일요일 일요일 밤에                     | 뜨거운 형제들                         | 공동 MC                                                                                                 |
| 2010~2011 | SBS              | 밤이면 밤마다                          | -                                     | 공동 MC                                                                                                 |
| 2010~2011 | KBS2             | 스쿨 버라이어티 백점만점               | -                                     | 공동 MC                                                                                                 |
| 2011~2012 | SBS E!TV         | 컴백쇼 TOP 10                          | -                                     | 공동 MC                                                                                                 |
| 2011~2012 | MBC C&I 손바닥TV | 박명수의 움직이는 tv                   | -                                     | 단독 MC                                                                                                 |
| 2011~2012 | MBC              | 일요일 일요일 밤에                     | 나는 가수다                           | 매니저                                                                                                  |
| 2012      | MBC              | 언더커버 보스 리턴즈                   | -                                     | 내레이션                                                                                                |
| 2012      | MBC              | 코미디에 빠지다                        | -                                     | 출연 |
| 2012      | MBC              | 일요일 일요일 밤에                     | 나는 가수다 시즌2                     | 공동 MC                                                                                                 |
| 2012      | MBC              | 최강연승 퀴즈쇼 Q                      | -                                     | 공동 MC                                                                                                 |
| 2012      | MBC              | 18대 대통령 선거 개표 방송 - 선택 2012 | -                                     | 야외 공동 MC                                                                                            |
| 2012      | TVN              | 스타주식서바이벌 빅머니                | -                                     | 공동 MC                                                                                                 |
| 2012      | TV조선           | 토크쇼 노코멘트                        | -                                     | 공동 MC                                                                                                 |
| 2012      | 채널 A           | 박명수의 돈의 맛                       | -                                     | 단독 MC                                                                                                 |
| 2012~2013 | MBC              | 일요일 일요일 밤에                     | 매직콘서트 이것이 마술이다            | 공동 MC                                                                                                 |
| 2013      | JTBC             | 행쇼                                   | -                                     | 공동 MC                                                                                                 |
| 2014      | KBS2             | 밀리언셀러                             | -                                     | 공동 MC                                                                                                 |
| 2014      | Mnet             | 트로트 엑스                            | -                                     | 심사위원                                                                                                |
| 2014~2015 | tvN              | 언제나 칸타레                          | -                                     | 출연 |
| 2015      | KBS2             | 용감한 가족                            | -                                     | 공동 MC                                                                                                 |
| 2015      | tvN              | 언제나 칸타레 시즌 2                   | -                                     | 출연 |
| 2015      | JTBC             | 연쇄쇼핑가족                           | -                                     | 공동 MC                                                                                                 |
| 2015~2016 | KBS2             | 나를 돌아봐                            | -                                     | 공동 MC                                                                                                 |
| 2016      | MBC              | 인스타워즈                             | -                                     | 공동 MC                                                                                                 |
| 2016      | O tvN            | 예림이네 만물트럭                      | -                                     | 게스트                                                                                                  |
| 2016      | O'live           | 원나잇 푸드트립                        | -                                     | 출연 |
| 2016      | SBS              | 셀프 디스 코믹 클럽                    | -                                     | 공동 MC                                                                                                 |
| 2016      | SBS              | 판타스틱 듀오                          | -                                     | 패널 |
| 2016      | Mnet             | 싱스트리트                             | -                                     | MC |
| 2017      | JTBC             | 잡스                                   | -                                     | 공동 MC                                                                                                 |
| 2017      | KBS2             | 자랑방 손님                            | -                                     | 공동 MC                                                                                                 |
| 2017      | tvN              | 《공조7》                              | -                                     | 게스트                                                                                                  |
| 2017      | SBS              | 《미운 우리 새끼》                     | -                                     | 게스트                                                                                                  |
| 2017~2018 | SBS              | 《싱글와이프》                         | -                                     | 공동 MC                                                                                                 |
| 2017~2018 | MBC              | 《세모방: 세상의 모든 방송》           | -                                     | 출연 |
| 2017~2020 | tvN              | 《짠내투어》                           | -                                     | 공동 MC                                                                                                 |
| 2018      | tvN              | 《우리가 남이가》                      | -                                     | 출연 |
| 2018      | O tvN            | 《오늘 내일》                          | -                                     | 출연 |
| 2018      | Mnet             | 《방문교사》                           | -                                     | 공동 MC                                                                                                 |
| 2018      | EBS1             | 《조식포함 아파트》                    | -                                     | 공동 MC                                                                                                 |
| 2018~2021 | TV조선           | 《아내의 맛》                          | -                                     | 공동 MC                                                                                                 |
| 2019      | TV조선           | 《내일은 미스트롯》                    | -                                     | 출연 |
| 2019      | tvN              | 《풀 뜯어먹는 소리》 시즌3             | -                                     | 출연 |
| 2019      | tvN              | 《쇼! 오디오자키》                     | -                                     | 출연(DJ)                                                                                                |
| 2019      | JTBC             | 《찰떡콤비》                           | -                                     | 고정 패널                                                                                               |
| 2019      | MBC              | 《공유의 집》                          | -                                     | 공동 MC                                                                                                 |
| 2019      | MBN              | 《연애 못하는 남자들》                 | -                                     | 진행 |
| 2019~2020 | 채널A            | 《리와인드 - 시간을 달리는 게임》      | -                                     | 고정 패널                                                                                               |
| 2020      | TV조선           | 《내일은 미스터트롯》                  | -                                     | 출연 |
| 2020      | MBC              | 일요일 일요일 밤에                     | 《끼리끼리》                          | 공동 MC                                                                                                 |
| 2020      | NQQ              | 《위플레이 시즌2》                     | -                                     | 게스트                                                                                                  |
| 2020~2021 | 채널A            | 《개뼈다귀》                           | -                                     | 공동 MC                                                                                                 |
| 2020~2021 | MBC              | 《안싸우면 다행이야》                  |                                       | 게스트 (3회~5회, 26~27회)                                                                               |
| 2021      | KBS2             | 《수미산장》                           | -                                     | 공동 MC                                                                                                 |
| 2021      | KBS1             | 《재난탈출 생존왕》                    | -                                     | 공동 MC                                                                                                 |
| 2022      | MBN              | 아트싱어                               |                                       | 고정출연(1회 출연, 2회 판정단)                                                                          |

### 중도 하차한 예능 작품
- KBS2 《해피투게더 3》 공동 MC
- MBC 《일밤 - 우리 결혼했어요》 공동 MC
- MBC 《세상을 바꾸는 퀴즈》 공동 MC
- MBC 《마이 리틀 텔레비전》 출연

### 그 외 출연 예능 작품
- MBC 《미스터리 음악쇼 복면가왕》 임시 패널

### 영화
- 《파이 스토리》(애니메이션, 2006) - 바다의 왕자 호통상어 트로이 목소리 역
- 《아기와 나》(2008) - 아기 Voice 역
- 《개구쟁이 스머프》(애니메이션, 2011) - 가가멜 (행크 아자리아) 더빙 목소리 역
- 《개구쟁이 스머프2》(애니메이션) - 가가멜 (행크 아자리아) 더빙 목소리 역
- 《아빠는 딸》(2017) - 편의점 사장 (특별출연)

### 드라마 / 시트콤
- 1997년 《남자 셋 여자 셋》
- 1999년 《MBC 베스트극장 - 굿바이 오드리 헵번》
- 2000년, 2001년 《뉴 논스톱》
- 2001년 《연인들》
- 2002년 《내 이름은 공주》... 이철희 역
- 2003년 《KBS 드라마시티 나쁜교생 박명수》 ... 학생주임 / 노래방주인 역
- 2004년 《MBC 베스트극장 - 너만을 위하여》
- 2005년 《안녕, 프란체스카 3기》 ... 닭집노점상
- 2005년 《레인보우 로망스》
- 2006년 《소울메이트》 (Soulmate) ... 유진의 구토물을 맞는 남자 역
- 2007년 《이산》 ... 가마꾼 역
- 2009년 《내조의 여왕》 ... 취업준비자 역 (무한도전 멤버와 함께 면접을 보는 신)
- 2009년 《태희 혜교 지현이》

### 라디오
- MBC 표준FM 《전국 퀴즈열전》(1995, 아나운서 김수정과 공동진행)
- MBC 표준FM 《스타 퀴즈열전》(1995, 아나운서 김수정과 공동진행)
- MBC 표준FM 《생방송 일요일이 좋다》 (2001~2002, 가수 김창남과 공동진행)
- MBC FM4U 《두시의 데이트 이문세입니다/두시의 데이트 윤도현입니다/두시의 데이트 윤종신입니다》 - 〈퀴즈 땡칠이〉(1998~2000), 〈애인수배〉(2000~2008)코너 고정 게스트
- TBS 교통방송 《박명수의 2시가 좋아》(2004~2006, 월-금 진행)
- MBC FM4U 《박명수의 펀펀라디오》(2006년 4월 24일~2007년 10월 14일)
- MBC FM4U 《두시의 데이트 박명수입니다》(2008년 4월 21일~2010년 10월 17일)

‘평일 진행 박명수, 주말 진행 붐’ 체제로 가다가 2008년 MBC 라디오 가을개편으로 붐이 하차하고 박명수가 주말까지 진행. 이후 2010년 개인 건강상의 이유로 인하여 자진 하차. 해당 프로그램의 진행자였던 박경림이 주영훈에 이어 정식 진행자가 되기 전 박명수 본인이 잠시 대타로 진행한 적도 있음.
- KBS 쿨FM, KBS 2라디오(해피FM) 《박명수의 라디오쇼》(2015년 1월 1일 ~ 현재)

### CF
- 1994년 해태아이스크림 피리껌바 (1인 4역으로 출연)
- 1994년 해태제과 찡오야
- 1994년 해태제과 아이싱
- 1996년 삼성제약 까스명수 (이영후와 함께 출연)
- 1999년 빙그레 초코싸만코&왕붕어싸만코 (박경림과 함께 출연)
- 2002년 국제전화 00770 (장미희와 함께 출연)
- 2004년 hy 하루우유
- 2006년 롯데제과 과수원을 통째로 얼려버린 엄마의 실수 (LPG와 함께 출연)
- 2006년 KT Bigi (박신혜와 함께 출연)
- 2006년 동화약품 화이투벤 (라디오광고)
- 2007년 ~ 2008년 롯데카드(무한도전 - 정형돈, 하하, 노홍철, 한가인, 김아중과 함께 출연)
- 2008년 TG삼보컴퓨터 루온크리스탈(무한도전 - 유재석, 하하, 노홍철과 함께 출연)
- 2008년 TG삼보컴퓨터 에버라텍(무한도전 - 유재석, 노홍철과 함께 출연)
- 2008년 교원구몬 구몬학습(무한도전 - 유재석, 노홍철과 함께 출연)
- 2010년 신한금융그룹(무한도전 - 유재석, 노홍철, 정형돈, 하하, 길과 함께 출연)
- 2011년 원테크놀러지 오아제 헤어빔
- 2012년 임실치즈체험(라디오 광고)
- 2013년 코카콜라(무한도전 - 정형돈, 하하, 유재석, 노홍철과 함께 출연)
- 2013년 삼성생명
- 2013년 개구쟁이 스머프 2(라디오 광고)
- 2013년 LG전자 휴대폰 G Pro
- 2013년 임실앤치즈클러스터(라디오 광고)
- 2013년 한국노바티스 오트리빈 (무한도전 - 정준하와 목소리 출연)
- 2014년 롯데칠성 칸타타
- 2014년 연우유통 박명수 클럽데이
- 2015년 KBS Cool FM - Just Listen (김성주, 장동민, 레이디 제인과 함께 출연)
- 2016년 동화약품 지파크
- 2024년 대한민국 정부 디지털 성범죄 근절 (이사배, 김예지, 전용준과 함께 출연)

### 뮤직비디오
- 1998년 벅 - 성공시대
- 2010년 김다나 - 정기적금
- 2012년 처진 달팽이 - 방구석 날라리
- 2013년 싸이 - GENTLEMAN
- 2014년 박지윤 - Beep
- 2024년 최예나 - 네모네모

## 경력
- 2004년 11월 - 교촌 치킨 홍보이사[8]
- 2005년 7월 - 익산시 명예홍보대사
- 2006.03 ~ - 사무용소프트웨어 연합(BSA) 한국 홍보대사[9][10]
  - 2008년, 2010년 - 44데이 캠페인 홍보대사[11][12]
  - 2011년 4월 - 소프트웨어 저작권 비전 2020 홍보대사[13]
- 2008 - 박준헤어테크 이사[14]
- 2010년 2월 - A형 간염 예방 홍보대사[15]
- 2010년 4월 - 범국민 저작권 홍보대사[16]

## 발매 음반

### 박명수의 정규 음반
- 1집 앨범 Change (1999년 7월 16일)
- 2집 앨범 Dr. Park (2000년 8월 16일)
- 3집 앨범 바람의 아들 (2002년 8월 9일)
- 4집 앨범 탈랄라 (2005년 6월 2일)

### 싱글
- We Love 독도 (2005년 3월 29일)
- 롱다리 (2006년 8월 8일)
- 바보에게... 바보가 (2008년 4월 4일)
- Fyah (2010년 4월 5일)
- 고래(with 니콜) (2010년 7월 20일)
- 꿈이었을까(with 정엽) (2012년 10월 25일)
- You're my Girl (2013년 6월 12일)
- 아쿠아 파라다이스 (2013년 7월 29일)
- 명수네 떡볶이(Feat. 김예림, 유재환)(2014년 7월 16일)
- Don’t Go(with DJ Charles & Feat. 김신영) (2014년 12월 1일)
- Goodbye PMS(with 리지) (2015년 2월 13일)
- 바보야(with 소찬휘) (2015년 3월 31일)
- Saxophone Magic(with 딘딘 & 대니 정) (2017년 3월 22일)
- 독사과(with 박나래) (2018년 4월 28일)
- SNS(with 효정 of 오마이걸) (2018년 11월 9일)
- 오늘 내일 그리고 사랑해 (2021년 11월 3일)

### 참여 앨범
- 무한도전 - 크리스마스 캐럴: All You Need Is Love
- 무한도전 - 강변북로 가요제: I Love You
- 무한도전 올림픽대로 듀엣가요제: 냉면 (with 제시카)
- 고래 (with 니콜): 명콜드라이브 발표
- 무한도전 서해안고속도로 가요제: 바람났어 (with 지드래곤(빅뱅), 박봄(투애니원))
- 무한도전 - 나름 가수다: 광대 (with 김범수)
- 무한도전 - 박명수의 어떤가요: 전곡 작곡
- 무한도전 - 무한도전 영동고속도로 가요제: 레옹 (with 아이유)
- 작곡 - 유재환, 김예림(투개월) - 커피 (Prod by. G-Park)
- 무한도전 - 무한도전 위대한 유산: 독도리 (with 딘딘, 매드 클라운)

## 사건 사고

### 정준하 하의실종 사고
2006년 MBC 《무한도전》 촬영 중 박명수가 장난으로 촬영장을 방문한 팬들 앞에서 정준하의 바지를 벗기려고 하다가 바지와 속옷을 모두 벗긴사건이 발생했다. 박명수는 《무한도전》에서 수차례 사건에 대해 정중히 사과하였다.

## 가족 관계
- 아버지:  박선호(1948년 12월 22일 ~ )
- 어머니:  신갑순(1951년 11월 24일 ~ )
- 남동생:  박형수(1972년 4월 21일 ~ )
- 아내: 한수민(1978년 3월 31일 ~ )    
  - 딸 : 박민서 (2008년 8월 10일 ~ )

## 같이 보기
| - 유재석 - 정준하 - 노홍철 - 하하 - 정형돈 - 길 - 전진 - 황광희 - 양세형 - 조세호 - 김태호 PD - 이경규 - 김용만 - 강호동 - 이휘재 - 김구라 - 조혜련 - 김현철 - 지상렬 - 이윤석 - 홍기훈 - 정찬우 - 손범수 - 윤종신 - 차승원 - 이승철 - 김연우 - 사이먼 도미닉 - 딘딘 - 유재환 - 장범준 |

## 사진

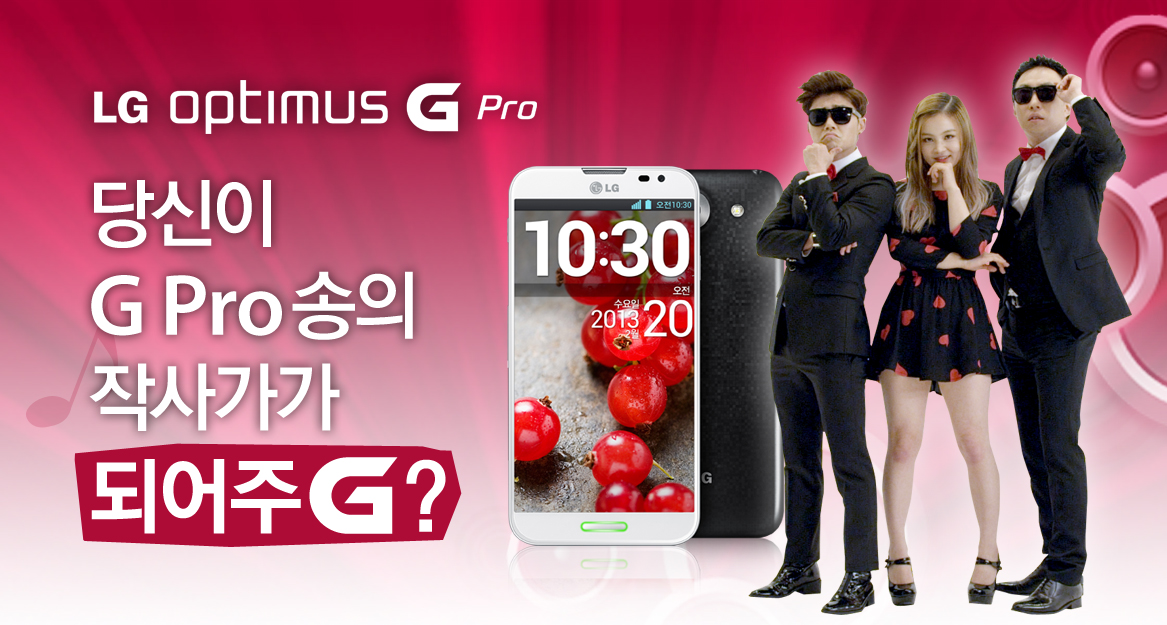
옵티머스 G Pro 송 편곡 이벤트
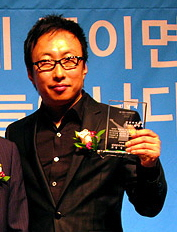
'범국민 지식재산권 연합' 출범식